# Tipula (Lunatipula) inadusta
Tipula (Lunatipula) inadusta is een tweevleugelige uit de familie langpootmuggen (Tipulidae). De soort komt voor in het Nearctisch gebied.